# Szarkaföldirigó
A szarkaföldirigó (Geokichla wardii)  a madarak osztályának verébalakúak (Passeriformes) rendjébe és a rigófélék (Turdidae) családjába tartozó faj.

## Rendszerezése
A fajt Edward Blyth angol ornitológus írta le 1843-ban, a Turdus nembe Turdus Wardii néven. Egyes szervezetek a Zoothera nembe sorolják Zoothera wardii néven.

## Előfordulása
Dél-Ázsiában, Bhután, India, Nepál és Srí Lanka területén honos. Természetes élőhelyei a szubtrópusi vagy trópusi hegyi esőerdők és cserjések, folyók és patakok környékén, valamint ültetvények és vidéki kertek. Vonuló faj.

## Megjelenése
Testhossza 20 centiméter, testtömege 52-72 gramm.
|  |  |

## Életmódja
Rovarokkal, bogyókkal és gyümölcsökkel táplálkozik.

## Természetvédelmi helyzete
Az elterjedési területe nagy, egyedszáma viszont csökken, de még nem éri el a kritikus szintet. A Természetvédelmi Világszövetség Vörös listáján nem fenyegetett fajként szerepel.